# Satureja subspicata
Satureja subspicata là một loài thực vật có hoa trong họ Hoa môi. Loài này được Bartl. ex Vis. miêu tả khoa học đầu tiên năm 1826.

## Hình ảnh

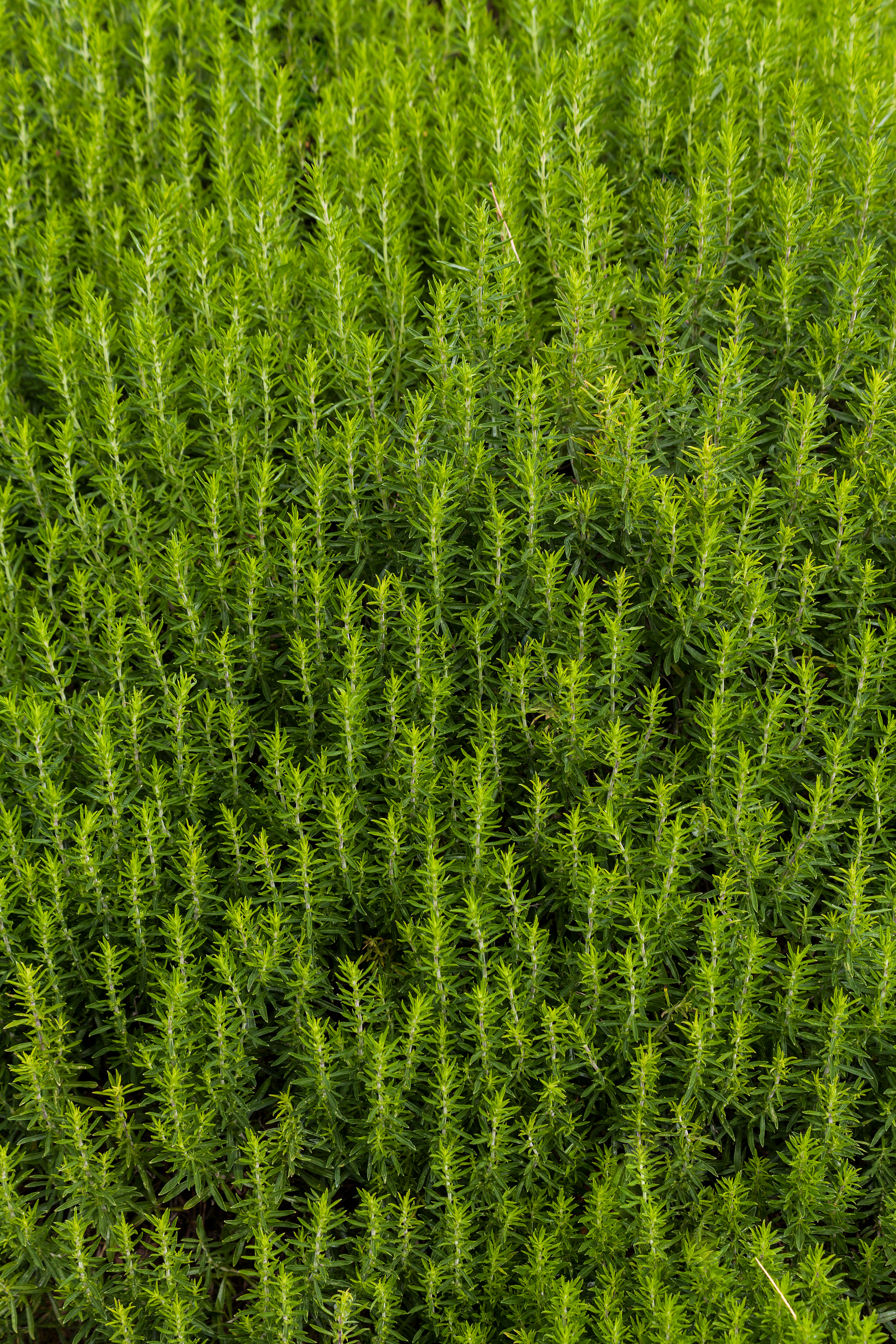